# 霍爾島 (阿黛利地)
霍爾島（英語：Houle Island），是南極洲的島嶼，位於阿黛利地，處於雷薩克島以西2公里，由美國海軍拍攝空中照片和法國探險隊繪入地圖，現時由南極條約體系管理。